# Sondergericht Frankenthal
Das Sondergericht Frankenthal war von 1933 bis 1938 ein Sondergericht mit Sitz in Frankenthal.

## Geschichte
Nach der Machtergreifung der Nationalsozialisten wurde am 21. März 1933 reichsweit für jeden Oberlandesgerichtsbezirk ein Sondergericht eingerichtet, insgesamt also 26. Am Oberlandesgericht Zweibrücken entstand kein Sondergericht. Das Sondergericht für den Oberlandesgerichtsbezirk Zweibrücken wurde als Sondergericht Frankenthal am Landgericht Frankenthal gebildet.
1938 schlossen die Nationalsozialisten die Pfalz und das Saargebiet zum Gau Saarpfalz zusammen. In diesem Zusammenhang wurden das Sondergericht Saarbrücken und das Sondergericht Frankenthal aufgehoben und stattdessen das Sondergericht Kaiserslautern gebildet.

## Tätigkeit
Die Arbeit des Sondergerichts wurde in zwei unterschiedlichen Untersuchungen dargestellt, die leicht abweichen.
| Jahr | Hauptverhandlungen | Urteile | Angeklagte |
| ---- | ------------------ | ------- | ---------- |
| 1933 | 109 (105)          | ?       | 131        |
| 1934 | 52 (47)            | ?       | 55         |
| 1935 | 40 (30)            | ?       | 54         |
| 1936 | 192                | 172     | ?          |
| 1937 | 132                | 111     | ?          |
| 1938 | 26                 | 21      | ?          |

Die Entscheidungen lauteten weitaus überwiegend auf schuldig, Rechtsgrundlage war überwiegend die Heimtückeverordnung.